# ОФК шампионат у фудбалу за жене 2022. група Ц
Група Ц ОФК Купа женских нација 2022. је трећи од три групе у групној фази ОФК Купа нација за жене 2022. који се одржало од 14. јула 2022. до 20. јула 2022. године. Групно такмичење се састојало од домаћина Фиџија, Нове Каледоније и Соломонских Острва. Прва два тима су се аутоматски квалификовала за првих осам екипа нокаут фазе, док се треће место компаративно оцењивало са осталим трећепласираним тимовима на основу система фудбалских рангирања за последња два места.

## Екипе
| Жреб позиција | Екипа             | Шешир | Финално учешће | Најбољи резултат           | ФИФА рангирање |
| ------------- | ----------------- | ----- | -------------- | -------------------------- | -------------- |
| Ц1            | Фиџи              | 1     | 5.             | Другопласиране (2018)      | 69             |
| Ц2            | Нова Каледонија   | 2     | 3.             | Треће место (1983)         | 100            |
| Ц3            | Соломонова Острва | 3     | 3.             | Четврто место (2007, 2010) | 120            |

## Табела
| Pos | Тим               | О | П | Н | И | ГД | ГП | ГР | Бод. | Qualification |
| --- | ----------------- | - | - | - | - | -- | -- | -- | ---- | ------------- |
| 1   | Фиџи              | 2 | 1 | 1 | 0 | 4  | 2  | +2 | 4    | Нокаут фаза   |
| 2   | Соломонова Острва | 2 | 0 | 2 | 0 | 3  | 3  | 0  | 2    | Нокаут фаза   |
| 3   | Нова Каледонија   | 2 | 0 | 1 | 1 | 3  | 5  | −2 | 1    | Нокаут фаза   |

## Утакмице

### Соломонска острва и Фиџи
| Соломонова Острва    | 1 : 1                          | Фиџи             |
| -------------------- | ------------------------------ | ---------------- |
| Илин Пеги 37’ (пен.) | Извештај (ФИФА) Извештај (ОФК) | Ваниша Кумар 22’ |

### Фиџи и Нова Каледонија
| Фиџи                                        | 3 : 1                          | Нова Каледонија           |
| ------------------------------------------- | ------------------------------ | ------------------------- |
| - Ализа Хусеин 4’ - Софи Дијаловаи 45’, 56’ | Извештај (ФИФА) Извештај (ОФК) | - Џеки Похоа 90+1’ (пен.) |

### Нова Каледонија и Соломонска острва
| Нова Каледонија           | 2 : 2                          | Соломонова Острва                    |
| ------------------------- | ------------------------------ | ------------------------------------ |
| - Џенифер Непоро 73’, 79’ | Извештај (ФИФА) Извештај (ОФК) | - Алма Гогони 16’ - Мери Маефити 86’ |

## Правила
Фер-плеј бодови би били коришћени као тај-брејк у групи да су укупни и међусобни рекорди тимова били изједначени, или да су тимови имали исти рекорд у рангирању трећепласираних тимова. Они су израчунати на основу жутих и црвених картона добијених у свим групним утакмицама на следећи начин:[5]:
- жути картон = 1 бод
- црвени картон као резултат два жута картона = 3 бода
- директан црвени картон = 3 бода
- жути картон праћен директним црвеним картоном = 4 бода

| Team              | 1 утакмица  | 1 утакмица                    | 1 утакмица | 1 утакмица             | 2 утакмица  | 2 утакмица                    | 2 утакмица | 2 утакмица             | Бодови |
| Team              | Жути картон | Yellow card · Yellow-red card | Red card   | Yellow card · Red card | Жути картон | Yellow card · Yellow-red card | Red card   | Yellow card · Red card | Бодови |
| ----------------- | ----------- | ----------------------------- | ---------- | ---------------------- | ----------- | ----------------------------- | ---------- | ---------------------- | ------ |
| Фиџи              |             |                               |            |                        | 1           |                               |            |                        | –1     |
| Нова Каледонија   | 2           |                               |            |                        | 1           |                               |            |                        | –3     |
| Соломонова Острва | 1           |                               |            |                        | 1           |                               |            |                        | –2     |